# Songs from Instant Star Two
Songs from Instant Star Two è la colonna sonora della seconda stagione del telefilm canadese Instant Star. Tutte le canzoni del CD sono cantate da Alexz Johnson. L'album è stato pubblicato dalla casa discografica Orange Record Label il 4 aprile 2006 ed è stato prodotto da Matt Hyde e Dave Ogilvie. Produttore esecutivo è Stephen Stohn, che è anche produttore del telefilm. Nello show, questo è il secondo album di Jude (la Johnson), intitolato Learning Curve.

## Tracce
| #   | Titolo                         | Autori                                                  | Durata |
| --- | ------------------------------ | ------------------------------------------------------- | ------ |
| 1.  | "Liar Liar"                    | Damhnait Doyle, Marc Jordan, Rob Wells                  | 3:43   |
| 2.  | "How Strong Do You Think I Am" | Christopher Ward, Marc Jordan                           | 3:43   |
| 3.  | "Anyone But You"               | Christopher Ward, Damhnait Doyle, Marc Jordan           | 3:20   |
| 4.  | "How I Feel"                   | Damhnait Doyle, Rob Wells                               | 4:25   |
| 5.  | "There's Us"                   | Christopher Ward, Rob Wells                             | 4:08   |
| 6.  | "Over-rated"                   | Christopher Ward, Greg Johnston, Jeen O'Brien           | 3:19   |
| 7.  | "Natural Disaster"             | Dave Thomson, Luke McMaster                             | 3:40   |
| 8.  | "Fade to Black"                | Dave Thomson, Luke McMaster, Marc Jordan                | 3:33   |
| 9.  | "Another Thin Line"            | Brendan Johnson                                         | 3:40   |
| 10. | "Not Standing Around"          | Damhnait Doyle, Greg Johnston, Jeen O'Brien             | 3:00   |
| 11. | "My Sweet Time"                | Christopher Ward, Rob Wells                             | 3:40   |
| 12. | "Who Am I Fooling?"            | Christopher Ward, Luke McMaster, Marc Jordan, Rob Wells | 3:08   |
| 13. | "White Lines"                  | Rob Wells, Luke McMaster                                | 4:00   |

## Singolo
- How Strong Do You Think I Am

### Tracce
1. How Strong Do You Think I Am (versione album)
2. How Strong Do You Think I Am (versione strumentale)
3. 24 Hours (Enchanced CD Videoclip)

## Cover
- La boy-band dei Backstreet Boys ha realizzato una cover di There's Us, pubblicata come bonus track nell'album Unbreakable.[1]
- Uno dei finalisti della terza edizione di Canadian Idol ha realizzato una cover di Over-Rated e l'ha inclusa nel suo album di debutto, "Naked".[1]